# México en los Juegos Olímpicos de Sídney 2000
México estuvo representado en los Juegos Olímpicos de Sídney 2000 por un total de 78 deportistas, 52 hombres y 26 mujeres, que compitieron en 19 deportes.
El portador de la bandera en la ceremonia de apertura fue el saltador Fernando Platas.

## Medallistas
El equipo olímpico mexicano obtuvo las siguientes medallas:
| Nombre            | Deporte      | Competición     |
| ----------------- | ------------ | --------------- |
| Oro               |              |                 |
| Soraya Jiménez    | Halterofilia | 58 kg F         |
| Plata             |              |                 |
| Noé Hernández     | Atletismo    | 20 km marcha M  |
| Fernando Platas   | Saltos       | Trampolín 3 m M |
| Bronce            |              |                 |
| Joel Sánchez      | Atletismo    | 50 km marcha M  |
| Cristián Bejarano | Boxeo        | 60 kg M         |
| Víctor Estrada    | Taekwondo    | –80 kg M        |

## Resultados por deporte

### Boxeo
México participó en peso pluma por primera vez desde Seúl 1988 y en semimedio por primera vez desde Múnich 1972.
| Atleta                     | Evento         | Ronda de 32        | Ronda de 16           | Cuartos de final   | Semifinales        | Final              | Final             |
| Atleta                     | Evento         | Oponente Resultado | Oponente Resultado    | Oponente Resultado | Oponente Resultado | Oponente Resultado | Posición          |
| -------------------------- | -------------- | ------------------ | --------------------- | ------------------ | ------------------ | ------------------ | ----------------- |
| Liborio Romero             | Peso minimosca | Soltani (ALG) G    | Stapovičius (LIT) P   | No avanzó          | No avanzó          | No avanzó          | No avanzó         |
| Daniel Ponce de León       | Peso mosca     | Sidorenko (UKR) P  | No avanzó             | No avanzó          | No avanzó          | No avanzó          | No avanzó         |
| César Morales Velázquez    | Peso gallo     | Tebazalwa (UGA) G  | Olteanu (ROM) P       | No avanzó          | No avanzó          | No avanzó          | No avanzó         |
| Francisco Bojado           | Peso pluma     | Yohanes (ETH) G    | Djamaloudinov (RUS) P | No avanzó          | No avanzó          | No avanzó          | No avanzó         |
| Christian Bejarano Benítez | Peso ligero    | Khutwane (BOT) G   | Lungu (BUL) G         | Raimkulov (KGZ) G  | Kotelnyk (UKR) P   | No avanzó          | Medalla de bronce |
| José Luis Zertuche         | Peso semimedio | Sandy (GUI) G      | Simion (ROM) P        | No avanzó          | No avanzó          | No avanzó          | No avanzó         |

### Clavados
María José Alcalá compitió en sus cuartos Juegos Olímpicos, Fernando Platas en sus terceros y Joel Rodríguez en sus segundos.
Fue el debut del país en clavados sincronizados.
| Atleta                        | Evento                                   | Preliminar | Preliminar | Semifinal | Semifinal | Semifinal | Final     | Final     | Total     | Total            |
| Atleta                        | Evento                                   | Puntos     | Posición   | Puntos    | Posición  | Total     | Puntos    | Posición  | Puntos    | Posición         |
| ----------------------------- | ---------------------------------------- | ---------- | ---------- | --------- | --------- | --------- | --------- | --------- | --------- | ---------------- |
| Joel Rodríguez Luviano        | Trampolín 3 metros varonil               | 336.51     | 29         | No avanzó | No avanzó | No avanzó | No avanzó | No avanzó | No avanzó | No avanzó        |
| Fernando Platas               | Trampolín 3 metros varonil               | 440.60     | 2          | 234.36    | 3         | 678.96    | 474.06    | 2         | 708.42    | Medalla de plata |
| Francisco Pérez Anguiano      | Plataforma 10 metros varonil             | 381.78     | 19         | No avanzó | No avanzó | No avanzó | No avanzó | No avanzó | No avanzó | No avanzó        |
| Eduardo Rueda                 | Plataforma 10 metros varonil             | 60.30      | 42         | No avanzó | No avanzó | No avanzó | No avanzó | No avanzó | No avanzó | No avanzó        |
| Jashia Luna                   | Trampolín 3 metros femenil               | 268.44     | 15         | 196.53    | 19        | 464.97    | No avanzó | No avanzó | No avanzó | No avanzó        |
| Azul Almazán                  | Trampolín 3 metros femenil               | 272.85     | 12         | 216.03    | 13        | 488.88    | No avanzó | No avanzó | No avanzó | No avanzó        |
| Azul Almazán                  | Plataforma 10 metros femenil             | 229.29     | 33         | No avanzó | No avanzó | No avanzó | No avanzó | No avanzó | No avanzó | No avanzó        |
| María José Alcalá             | Plataforma 10 metros femenil             | 235.53     | 30         | No avanzó | No avanzó | No avanzó | No avanzó | No avanzó | No avanzó | No avanzó        |
| Fernando Platas Eduardo Rueda | Trampolín 3 metros sincronizados varonil |            |            |           |           |           | 317.70    | 5         |           |                  |
| María Alcalá Jashia Luna      | Trampolín 3 metros sincronizados femenil |            |            |           |           |           | 273.84    | 6         |           |                  |
| María Alcalá Azul Almazán     | Trampolín 3 metros sincronizados femenil |            |            |           |           |           | 264.30    | 8         |           |                  |

### Remo
Fue la segunda participación en Juegos Olímpicos de Ana Sofía Soberanes.
Fue el debut de México en el scull ligero doble varonil.
| Atleta                              | Evento                     | Cuartos de final | Cuartos de final | Repesca   | Repesca  | Semifinal             | Semifinal    | Final             | Final    |
| Atleta                              | Evento                     | Resultado        | Posición         | Resultado | Posición | Resultado             | Posición     | Resultado         | Posición |
| ----------------------------------- | -------------------------- | ---------------- | ---------------- | --------- | -------- | --------------------- | ------------ | ----------------- | -------- |
| Jesús Huerta Ramírez                | Scull individual varonil   | 7:29.64          | 5                | 7:31.93   | 4        | 7:36.06 (Semifinal C) | 5            | 7:29.68 (Final D) | 19       |
| Rómulo Bouzas Gerardo Gómez Fonseca | Scull ligero doble varonil | 6:31.24          | 6                | 6:38.07   | 2        | 6:33.62               | 5            | 6:31.70 (Final B) | 10       |
| Ana Sofía Soberanes María Montoya   | Scull ligero doble femenil | 7:36.51          | 5                | 7:33.58   | 2        | No avanzaron          | No avanzaron | 7:20.00 (Final C) | 16       |